# Versatile Video Coding
Versatile Video Coding (VVC, H.266, MPEG-I Část 3, pozor – nezaměňovat s MPEG-1) je standard pro kompresi videa, nástupce standardu HEVC. Cílem je 50% snížení datového toku při zachování stejné subjektivní kvality jako HEVC. Referenční software, který je vyvíjen na Fraunhoferově institutu, dosahoval v září 2018 zlepšení zhruba 40 % proti HEVC. Standard byl vydán 6. července 2020.
Stejně jako jeho předchůdci je VVC zástupcem hybridní komprese videa, při které je snímek rozdělen na bloky, které jsou predikovány buď v režimu intra z okolních bloků, nebo v režimu inter pomocí pohybových vektorů z okolních snímků. Chyba po predikci je transformována některou z variant diskrétní kosinové nebo sinové transformace. Bloky mají obdélníkovou velikost a jsou součástí stromové struktury, která se adaptuje na obrazová data.
Rozsah uplatnění byl u VVC standardu značně rozšířen. Poskytuje efektivní kódování videa ve vysokém rozlišení jako je HD, ultra HD, 4K, 8K a HDR (vysoký dynamický rozsah), ale podpoří i 10-bit video a 360° video.
MC-IF (Media Coding Industry Forum), které má za cíl rozšířit využívání MPEG standardů, primárně VVC, vyvíjí snahu zabránit zmatku při licencování, který například předchůdci (HEVC) výrazně snížil popularitu, především ve srovnání s předešlým standardem AVC H.264. V září 2020 se konalo setkání VVC Pool Fostering pořádané MC-IF, kterého se mohl zúčastnit každý, kdo měl práva duševního vlastnictví vázaná na VVC a chtěl se podílet na komplementaci společného fondu patentů potřebných pro standard VVC. Výsledkem bylo v lednu 2021 uvedeno, že budoucími správci sdružování patentů se pravděpodobně stanou Access Advance a MPEG LA. Ti budou mít za úkol pokračovat s formováním fondu, který by zahrnul veškeré patenty nezbytné pro VVC standard.
Versatile Video Coding byl vyvinut týmem expertů JVET (Joint Video Experts Team – partnerství ITU, ISO a IEC) ve spolupráci s Fraunhoferovým institutem. Základním cílem bylo snížením datového toku odlehčit globálním sítím. Toho tým dosáhl implementací nových kódovacích nástrojů jako jsou Afine Motion Composition, který dokáže efektivněji modelovat například zoomování, Triangular partition mode s výrazně vylepšenou schopností odhadovat tvar objektů, či Bi-directional optical flow umožňující odhad pohybu během dekódovacího procesu.

## Software
- Referenční software VVC Test Model (VTM) Fraunhofer HHI.[8]

- Fraunhofer Versatile Video Encoder (VVenC) & Decoder (VVdeC).[9][10] v C++. 70x rychlejší než referenční software.[11] Decoder Version 1.0.0 v III2021[12], Encoder Version 1.0.0 v V2021.[13]
- Real Time 8K VVC Decoder – Firma Sharp. Dekodér v reálném čase.[14]

- MP4Box - GPAC v1.1, [15] aktuálně k dispozici jako vývojářská verze [16] (od IX2021). 
 Projekt je vyvíjen hlavně ve společnosti Télécom Paris ve skupině MultiMedia za pomoci mnoha významných přispěvatelů.

- MultiCoreware vyvíjí kodér VVC s otevřeným zdrojovým kódem x266.[17][18]
- Tencent Media Lab vyvíjí (komerční) dekodér H.266 v reálném čase.[19]
- (Komerční) analyzátor videa od Elecard podporuje VVC.[20]
- Spin Digital nabízí dekodér a přehrávač VVC v reálném čase.[21]
- Francouzský IETR (Institut d'Électronique et de Télécommunications de Rennes) vyvíjí dekodér OpenVVC [22] v reálném čase a speciální verzi FFmpeg, [23] která byla použita pro test[24] vysílání ATEME společně s přehrávačem médií VideoLAN. [25]

## Použití

### Poskytovatelé obsahu
- V roce 2021 MX Player zveřejnil, že 20 % obsahu poskytuje mobilním uživatelům ve formátu H.266.[26][27]

### Hardware
| Společnost  | Čip / Architektura | Typ             | Průchodnost | Zdroj         |
| ----------- | ------------------ | --------------- | ----------- | ------------- |
| Allegro DVT | AL-D320            | Dekodér IP core | 8K@120 Hz   | [ 28 ] [ 29 ] |
| Intel       | Xe2-LPG            | GPU/iGPU        |             | [ 30 ]        |
| MediaTek    | Pentonic 2000      | Dekodér         | 8K@120 Hz   | [ 31 ]        |
| MediaTek    | Pentonic 1000      | Dekodér         | 4K@144      | [ 32 ]        |
| MediaTek    | Pentonic 700       | Dekodér         | 4K@144      | [ 33 ]        |
| Realtek     | RTD1319D           | Set-top box SoC | 4K@60 Hz    | [ 34 ]        |
| VeriSilicon | Hantro VC9000D     | Dekodér         | 8K@120 Hz   | [ 35 ]        |
| VeriSilicon | Hantro VC9800D     | Dekodér         | 8K@120 Hz   | [ 36 ]        |